# Монселл, Вирему
Вирему Кирен Монселл (англ. Wiremu Kieren Maunsell, родился 27 января 1967 года в Факатане) — новозеландский и гонконгский регбист, выступавший на позиции центра. Известен на клубном уровне по выступлениям за команду региона Кентербери.

## Биография

### Клубная карьера
На клубном уровне выступал за команды «Уаиоуру» и «Сиденхэм». В 1987 году выступал за команду региона Уангануи в чемпионате провинций, с 1989 по 1994 годы — игрок команды Кентербери. Сыграл 90 матчей, набрал 128 очков. В дальнейшем Монселл играл за гонконгскую команду «Дюк оф Эдинбург». В ноябре 1997 года Монселл после проведённых на Филиппинах и в Таиланде каникул намеревался вернуться в Гонконг, однако его не пустила иммиграционная служба и попросту депортировала, что вызвало негодование у клуба, который отказался проводить матчи, пока не будет отменено решение иммиграционной службы.
1 июня 1991 года в Крайстчерче Монселл в составе «Кентербери» сыграл матч против сборной СССР, которая проводила серию матчей в Новой Зеландии. «Кентербери» победил советских регбистов со счётом 73:15, а Монселл после игры подарил своему визави Игорю Куперману регбийку второй новозеландской сборной в качестве сувенира. Однако этим события с участием Монселла не были исчерпаны: финансировавший поездку советской сборной заместитель Министра строительства предприятий нефтяной и газовой промышленности Юлий Андрейчев в разговоре с бывшим тренером новозеландской сборной и её представителем по связям с общественностью Айвеном Водановичем предложил включить одного из новозеландских регбистов в отряд космонавтов и отправить его в космос. Воданович предложил на эту роль Монселла, поскольку он не только отслужил в армии и обладал подходящими физическими данными, но ещё и был представителем коренного населения страны (маори). Эти намерения так и остались нереализованными отчасти из-за распада СССР, однако Монселл говорил, что мальчишки нередко подшучивали над ним, называя его «Лунным человеком».

### Карьера в сборных
Монселл привлекался в сборные новозеландских маори в 1988—1991 годах, вторую сборную Новой Зеландии в 1991 году и в команду вооружённых сил Новой Зеландии в 1988—1992 годах. В 1997 году Монселл сыграл 4 матча за сборную Гонконга, дебютировав 3 мая 1997 года в Гонконге против Японии. Также он провёл матчи 17 мая в Гонконге против США, 14 июня в Сан-Франциско против США и 29 июня в Токио против Японии (три победы и одно поражение в Сан-Франциско). Очков он не набрал. Все эти матчи состоялись в рамках Чемпионата Тихоокеанского хребта (англ. Pacific Rim Championship), а в сборной Гонконга он был вице-капитаном.

### Вне регби
По состоянию на 2021 год Монселл проживал в Брисбене и работал инструктором по безопасности в бассейне. Также тренирует регбийную команду из юношей не старше 15 лет в Брисбене.